# Dioptrie

Positieve lens. is de brandpuntsafstand.

Voorbeelden

De dioptrie, symbool dpt, is een eenheid voor lenssterkte, dus voor de lichtbrekende kracht van een lens of spiegel. Een dioptrie is gedefinieerd als 1 dpt = 1 m−1. De dioptrie is dus een afgeleide eenheid van het SI-stelsel.

## Definitie
De sterkte {\displaystyle S} van een holle of een bolle lens of spiegel is gedefinieerd als het omgekeerde van de brandpuntsafstand {\displaystyle f}:
{\displaystyle S={\frac {1}{f}}}
De brandpuntsafstand wordt in meter uitgedrukt, de lenssterkte in het omgekeerde daarvan, in dioptrie.

## Serieschakeling van lenzen
Het gebruik van lenssterkte heeft een voordeel als de totale sterkte van een aantal achter elkaar geplaatste lenzen moet worden berekend. De totale lenssterkte is gelijk is aan de som van de sterktes van de afzonderlijke lenzen. Dit is de reden waarom oogartsen en opticiens vrijwel altijd met lenssterktes, dus met dioptrieën, werken.

### Voorbeeld
Een toepassing betreft brillen. Stel dat iemand bijziend is en voor veraf een brilsterkte van −2,5 dpt heeft. Het brandpunt van diens brilglas ligt dan 40 cm vóór de lens. Als deze persoon daarnaast ook oudziend wordt, is daarvoor een positieve correctie nodig, bijvoorbeeld +2 dpt, brandpunt 50 cm achter de lens.
De totale sterkte van een leesbril, of van het leesgedeelte van een bi- of multifocale bril, wordt dan (−2,5 dpt) + (+2 dpt) = −0,5 dpt. De benodigde leescorrectie kan met de leeftijd toenemen tot bijvoorbeeld +3 dpt, zodat de leesbril (−2,5 dpt) + (+3 dpt) = +0,5 dpt wordt.
Een andere toepassing is de voorzetlens in de fotografie. Ook hier wordt de effectieve brandpuntsafstand van een objectief plus voorzetlens berekend door de lenssterktes op te tellen.